# فرانک بارسون
فرانک بارسون (به انگلیسی: Frank Barson) (زادهٔ ۱۰ آوریل ۱۸۹۱ - درگذشته 	۱۳ سپتامبر ۱۹۶۸) بازیکن فوتبال اهل کشور انگلستان بود که سابقهٔ بازی در تیم ملی فوتبال انگلستان را در کارنامهٔ خود دارد. وی در تاریخ ۱۵ مارس ۱۹۲۰ تنها بازی ملی خود را در مقابل تیم ملی فوتبال ولز انجام داد.